# Miki (Kagawa)
Miki (jap. 三木町 Miki-chō) – miasto w Japonii, na wyspie Sikoku, w prefekturze Kagawa. Według danych na rok 2020 miejscowość zamieszkiwało 26 878 mieszkańców , a gęstość zaludnienia wyniosła 354,7 os./km².